# Episodi di Kirby Buckets (prima stagione)
La prima stagione della serie televisiva Kirby Buckets è stata trasmessa in prima visione assoluta negli Stati Uniti dal canale pay Disney XD dal 20 ottobre 2014.
In Italia la stagione è stata trasmessa sulla omonima versione italiana del canale dal 23 marzo 2015.
| nº | Titolo originale                    | Titolo italiano                              | Prima TV USA     | Prima TV Italia   |
| -- | ----------------------------------- | -------------------------------------------- | ---------------- | ----------------- |
| 1  | Cars, Buses and Lawnmowers          | Automobili, autobus e tagliaerba             | 20 ottobre 2014  | 23 marzo 2015     |
| 2  | Flice of the Living Dead            | L'invasione dei pulciocchi                   | 27 ottobre 2014  | 30 marzo 2015     |
| 3  | The Legend of Prank William, Jr.    | La leggenda di "Burla" Williams Junior       | 3 novembre 2014  | 13 aprile 2015    |
| 4  | The Year of Fridays                 | L'ultimo venerdì sera dell'anno              | 10 novembre 2014 | 20 aprile 2015    |
| 5  | Kirby Almighty                      | La penna magica                              | 17 novembre 2014 | 27 aprile 2015    |
| 6  | Killer Puppies                      | Tieni duro, Kirby!                           | 24 novembre 2014 | 11 maggio 2015    |
| 7  | Art Attack                          | Artisti all'attacco                          | 1 dicembre 2014  | 18 maggio 2015    |
| 8  | Kirby's Choice                      | La scelta di Kirby                           | 2 febbraio 2015  | 25 maggio 2015    |
| 9  | Mac's Back                          | Il ritorno di Mac                            | 9 febbraio 2015  | 1 giugno 2015     |
| 10 | Kick the Buckets                    | I fratelli Buckets                           | 23 febbraio 2015 | 28 settembre 2015 |
| 11 | It's a Brad, Brad, Brad, Brad World | Questo pazzo, pazzo, pazzo, pazzo mondo Brad | 16 marzo 2015    | 29 settembre 2015 |
| 12 | Gimme Some Room                     | Una stanza come dico io                      | 23 marzo 2015    | 30 settembre 2015 |
| 13 | Day of the Cat                      | Il ritratto del gatto                        | 6 aprile 2015    | 1 ottobre 2015    |
| 14 | The Rise and Fall of 4th Period     | Ritorno al Medioevo                          | 17 giugno 2015   | 2 ottobre 2015    |
| 15 | The Hurt Box                        | Una notte bizzarra                           | 24 giugno 2015   | 5 ottobre 2015    |
| 16 | Get a Grip                          | Riprenditi!                                  | 1 luglio 2015    | 6 ottobre 2015    |
| 17 | All Hands on Dexter                 | Demolition Dexter                            | 8 luglio 2015    | 7 ottobre 2015    |
| 18 | The AV Kid                          | Chip lo svitato                              | 15 luglio 2015   | 8 ottobre 2015    |
| 19 | The Mother of All Lies              | Bugie a volontà                              | 22 luglio 2015   | 9 ottobre 2015    |
| 20 | Send in the Clowns                  | Chi ha paura dei clown?                      | 12 agosto 2015   | 12 ottobre 2015   |
| 21 | Viva la Dad                         | La guerra dei disegni                        | 19 agosto 2015   | 21 marzo 2016     |